# William Hay Macnaghten
Sir William Hay Macnaghten, 1º baronetto (24 agosto 1793 – 23 dicembre 1841), è stato un funzionario britannico.
Ebbe un ruolo importante durante la prima guerra anglo-afghana.

## Vita
William era il secondogenito di Sir Francis Macnaghten, giudice delle corti supreme di Madras e Calcutta, e fu educato alla Charterhouse. Si recò a Madras come cadetto nel 1809, ma nel 1816 entrò nel Bengal Civil Service. Aveva un talento per le lingue e pubblicò diversi trattati sulla legge indù e sulla shari'a. La sua carriera politica iniziò nel 1830 come segretario di Lord William Bentinck e nel 1837 divenne uno dei più fidati consiglieri del governatore generale, George Eden, I conte di Auckland. La politica di sostegno a Shah Shuja Durrani contro Dost Mohammed Khan voluta da Lord Ackland fu tenacemente perseguita da Macnaghten.
Fu creato baronetto nel 1840 e quattro mesi prima della sua morte fu nominato governatore di Bombay. Nel ruolo di agente politico a Kabul, entrò in conflitto con le autorità militari e successivamente con il suo subordinato Sir Alexander Burnes. Macnaghten tentò di placare i capi afghani con ingenti sussidi, ma quando il costo a carico dell'erario indiano divenne eccessivo e i sussidi furono ridotti, questa politica portò allo scoppio di un'insurrezione. Burnes fu assassinato il 2 novembre 1841 e l'esercito britannico a Kabul, al comando del generale William George Keith Elphinstone, si ritrovò senza un vero leader.

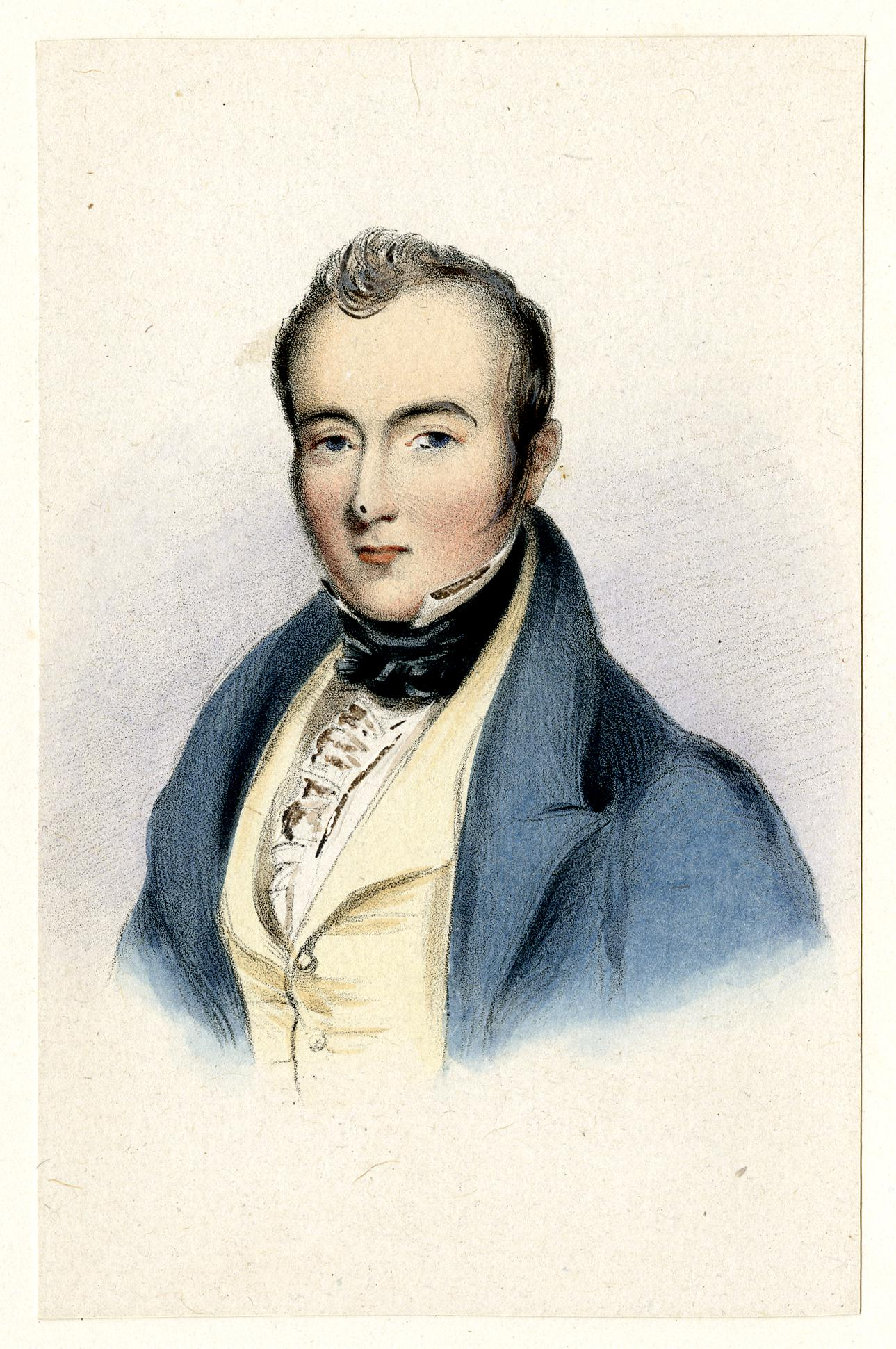
Ritratto di Macnaghten da Prison Sketches. Comprising portraits of the Cabul prisoners, and other subjects, di Vincent Eyre

Macnaghten cercò di salvare la situazione negoziando con i capi afghani e, parallelamente, con il figlio di Dost Mahammad Khan, Wazir Akbar Khan. Preso prigioniero il 23 dicembre 1841, Macnaghten fu fatto uccidere da Wazir Akbar Khan. Le circostanze esatte della sua morte non sono chiare ed è possibile che lo stesso Wazir Akbar Khan lo abbia ucciso, oppure che sia stato ucciso perché stava opponendo resistenza dopo essere stato catturato e si temeva che si sarebbe liberato. Questi eventi misero in dubbio la capacità di Macnaghten di affrontare i problemi della diplomazia coloniale, motivarono gli afghani e portarono alla disastrosa ritirata da Kabul.

## Opere
Macnaghten realizzò una delle principali edizioni delle Mille e una notte, nota come edizione Calcutta II.

## Nella cultura popolare
Macnaghten appare nel primo volume dei Flashman Papers, dove è descritto come ambizioso, arrogante e megalomane.
Appare anche in To Herat and Cabul di George Alfred Henty, dove è raffigurato come un uomo coraggioso, ma privo di conoscenze sulla politica afghana. Henty gli attribuisce la responsabilità di aver convinto Lord Auckland a mettere Shah Shuja Durrani sul trono.